# Орловка (губа, Баренцево море)
Орловка — губа на севере Кольского полуострова, Мурманский берег Баренцева моря.

## Географические данные
Губа Орловка расположена к востоку от Кольского залива, на северной части Кольского полуострова, Северо-Западный федеральный округ. Входит в состав большей по размеру Териберской губы. Частью губы Орловка (одним из ее заливов в южной части) является Губа Завалишина, западнее Орловки расположена Лодейная губа, также являющаяся частью Териберской.

## Описание
На востоке Орловка ограничена Териберским полуостровом. Берега залива состоят из крупных каменистых гор, круты и обрывисты. В залив с востока впадает одноименный ручей — Орловка.
Высота полусуточных приливно-отливных колебаний в акватории губы Орловка составляет около 4 метров, также для Баренцева моря характерны сезонные колебания среднего уровня воды: с максимальным в период ноября и декабря и минимальным в мае и июне.
Для климата данного участка характерно холодное лето и зима, с частыми сильными ветрами, свойственны частые туманы.
В настоящее время планируется развитие данного участка в пределах Варангер-фьорда, Печенги, Мурманского порта, губ Териберка, Завалишина, Людейная, Опасова, в рамках федеральных проектов по береговой инфраструктуре проекта Штокмановского газового месторождения и Мурманского транспортного узла.